# Kelvedon
Kelvedon är en by och en civil parish i Braintree i Essex i England. Orten har 3 485 invånare (2001).